# タール火山
タール火山（タールかざん、フィリピン語: Bulkang Taal）は、フィリピンのルソン島にある複合火山。フィリピンの首都マニラ市の南方約60kmのバタンガス州に位置する。史上34回の噴火歴があり、フィリピンで2番目に活発な火山である。過去34回の噴火は全て、タール湖の中央付近に位置する火山島 (Volcano Island) に集中している。先史時代、140,000 BPから5,380 BPにかけての噴火により形成されたタール・カルデラの一部をタール湖が満たしている。カヴィテ州のタガイタイ・リッジからの眺めは、フィリピン随一の絵のように美しく魅力的な景色と評される。
過去には幾度か激しい噴火を起こしており、島内および湖周辺の人口密集地域で推定およそ6,000人の死者を出した。人口密集地に近く、噴火を繰り返していることから、将来的な自然災害を防ぐため、詳細な調査研究を行うに値する防災十年火山 (Decade Volcano) に指定されている。フィリピンの全ての火山は環太平洋火山帯の一部である。

## 地理
タール火山とタール湖は全域がバタンガス州内に位置している。火山島の北半分は、湖畔のタリサイ町が所轄し、南半分はサン・ニコラス町が所轄する。その他の自治体としては、タナウアン市とリパ市、およびタリサイ、ローレル、アゴンシロ、サンタ・テレシータ、アリタグタグ、クエンカ、バレテ、マタアスナカホイの町がタール湖を取り囲んでいる。
島に永住することは、火山島全域をリスクの高い永久危険区域 (Permanent Danger Zone; PDZ) と宣言しているフィリピン火山地震研究所により禁止されている。しかし、このような警告にもかかわらず、貧しい家庭の人々は自らの命を危険にさらしながらも島に住みついて、漁獲や肥沃な火山性の土壌から穫れる農作物により生計を立てている。

## 噴火・火山活動史

### 2020年の噴火

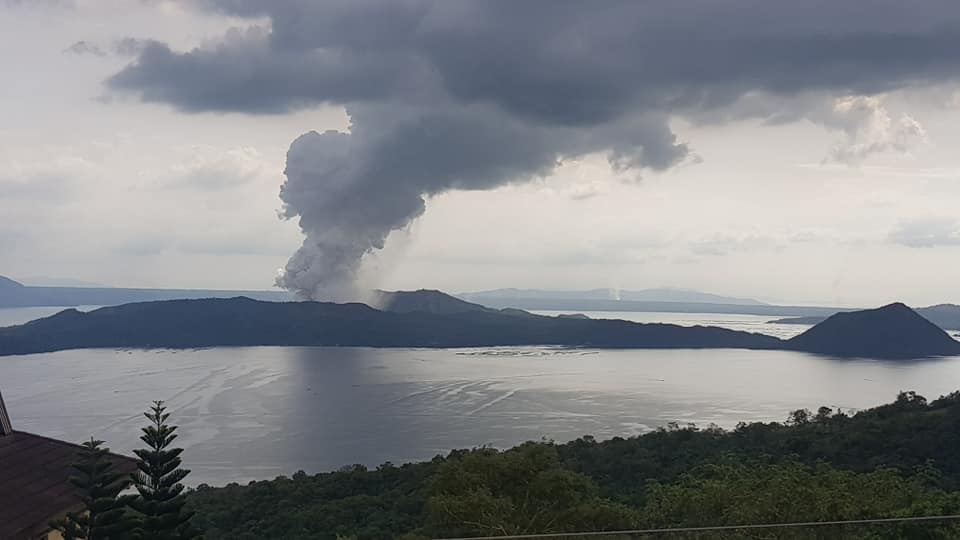
2020年1月12日、爆発的噴火。

2020年1月12日午後、1977年の噴火以来、43年ぶりに再び噴火した。フィリピン火山地震研究所 (PHIVOLCS) は、噴火警戒レベルをレベル2からレベル4に引き上げた。今回の噴火は主火口からのものであった。噴出した火山灰がカラバルソン地方、マニラ首都圏および中部ルソン地方の一部に降灰したため、予定していた学校の授業や職場の勤務は取りやめになり、空の便にも影響が出た。

### 2023年の火山ガス放出
2023年、二酸化硫黄を主成分とする火山ガスの噴出が活発化。バタンガス州では、火山ガスを原因とする体調不良者が続出。自治体は住民に対し、火山ガスから身を守るために建物のドアや窓を閉め、外出を控えるよう呼び掛けた。